# Святкова Велика
Святкова Велика (пол. Świątkowa Wielka) — лемківське село в Польщі, у гміні Кремпна Ясельського повіту Підкарпатського воєводства.
Населення — 228 осіб (2011).

## Розташування
Село розташоване у широкій долині річки Свіржівки протягом близько 3 км до її впадіння у річку Вислоку. До повітового містечка Ясла — 35 км, до Змигорода — 16 км. Село знаходиться на висоті 434 м над рівнем моря. З північного сходу межує з горою Колянин (707 м.), з південного заходу — з горою Угерезд (706 м.).

## Походження назви
Назва села походить, очевидно від слова «свято» або від імені чи прізвища одного з перших поселенців «Святка». Згідно з одним народним переказом перші переселенці прибули сюди із Закарпаття. Інша версія каже, предки мешканців Святкової й околиці мали надійти з півночі, з-під Змійгорода (Змигорода), виперті звідти мазурами (цього погляду притримується о. В.Чернецький в місійній книжечці, яка видана у 1899 р. у Перемишлі під назвою «Село Мисцова в Короснянськім повіті»).

## Історія села

### Рання історія
Як зазначає дослідник історії Лемкіщини Юліян Тарнович, Святкова Велика існувала вже у XIV ст. Проте історичних джерел, які б підтверджували цей факт, не виявлено.
Перша історична згадка про село відноситься до 1510 року. Тоді воно було власністю сяноцького каштеляна Андрія Стадницького. На той час село нараховувало 19 господарств і одну безземельну родину. Сини Стадницького Марко і Микола у 1554 році розділили маєток свого батька. Але уже 1564 р. (дата закріпачення села) Святкова Велика вже належала до Біцького староства. 
Згадується в податковому реєстрі 1581 року як село Бецького староства в Бецькому повіті, було парохіяльним, були 19 селянських ланів, 1 загородник без ріллі, 1 коморники без тяглової худоби, господарство солтиса і «піп руський з церквою».
Згідно з парафіяльною хронікою у 1587 році село складало «7 волоських осель» (господарств), що позначало не національність мешканців, а сплату ними повинностей за Волоським правом. Селяни платили данину канонікам латинського монастиря св. Флоріяна у Кракові. Згідно з парафіяльною хронікою у 1581 році тут стояла дерев'яна церква, богослужіння у якій здійснював руський священик.
У парафіяльних актах села Граб зазначається, що власник мисливського ключа, до якого також входила Святкова, дідич Кохановський у березні 1633 року надав греко-католицькому духовенству у своїх добрах такі привілеї: вільну ловлю риби у потоках, безоплатний помел зерна у двірських млинах, різання дерева на дошки в панських тартаках. Святкова Велика була селом королівським, що надавало їй додаткові привілеї. 
У 1757 році у селі побудовано церкву св. Архангела Михаїла. Станом на 1765 р. у селі нараховувалось 26 господарств і діяв тартак, а згідно з Йосифинською метрикою (1785) — 90 господарств. Під час складання Поземельного кадастру 1785 року селяни Святкової Великої займали 996 моргів орної землі, 1 392 морги лук та пасовиськ і 495 моргів лісу. Пшениці не вирощували. За сівозміну збирали 640 центнерів жита, 1536 центнерів ячменю і оркішу, 4 473 центнери вівса.

### Австрійський період
У 1830—1831 роках село потерпіло від епідемії холери (занесеної прибулими російськими військами для придушення повстання в сусідньому Королівстві Польському), з тієї причини селяни були звільнені від сплати податків. Як зазначено у парафіяльній хроніці 1845 року село пережило сувору зиму та велику повінь. У 1847 році у селі панував великий голод, а в 1849 році вдруге повторилась епідемія холери після проходу експедиційного корпусу російських військ у червні для придушення угорського заколоту.
У 1880-х роках розпочалась еміграція селян на роботу до Америки. Влада до цих процесів поставилась негативно, лякаючи селян, що в далеких краях їх чекають непомірні труднощі і нужда. У 1891 р. в селі проживало 725 греко-католиків, 8 римо-католиків і 10 євреїв.
Парафіяльна школа існувала в селі від 1849 року — навчалося 42 дитини. Учителем був місцевий дяк Дмитро Хованський. У 1855 була вже тривіяльна школа, в якій навчалося 22 дитини. Учителював Пилип Процько. Народну школу засновано у селі 1882 року. Першим учителем був Анатоль Прислопський, а наступними після нього: Іван Селецький, Захарій Станчак, Василь Туз, Степан Джуган, Розпара, Андрейко, Олена Костанська, Пилип Барна, Фелікс Бронгель, Ізидор Лєось, Марія Угринівна, Осип Жвірик, Єва Жвірик, Степан Галюх, Олександра Вислоцька.
За переписом 1900 року село належало до Ясельського повіту (судовий округ Змигород) Королівства Галичини і Володимирії, було 1874 га угідь (з них 1799 га оподатковуваних: 516 га ріллі, 149 га лук, 7 га садів, 852 пасовищ і 275 га лісу). Селяни мали 1626 га землі, а до фільварку (у Свіржові Руській) належало 248 га землі. В селі було 123 будинки, тартак; проживало 965 осіб (175 католиків, 737 греко-католиків, 52 юдеї та 1 особа іншого віровизнання; 34 німці, 740 українців, 170 поляків і 2 особи інших національностей), були 74 коні, 724 голови великої рогатої худоби, 43 вівці, 74 свині. Перепис 1910 року зафіксував 721 мешканця.
У 1911 році проведено вибори до австрійського парламенту. У цей час свою діяльність активізували активісти політичної партії галицьких москвофілів під керівництвом місцевого студента Василя Корби та греко-католицького священика сусідньої парафії. Вони агітували селян вписуватись у «виборчу листу» лише як «русснак» (з двома «с»), бо «руснак», не є «твердим русским» і легко може стати українцем або поляком. Під час виборів мешканці села голосували за москвофільського кандидата Куриловича, повітового суддю з Риманова. А перед ПСВ у селі була відкрита москвофільська читальня імені М.Качковського.

### Перша світова на визвольні змагання
Під час Першої світової війни до австрійської армії було мобілізовано 56 чоловіків з села, 4 з них загинули: Василь Решетар, Микола Мотика, Михайло Лабик, Яків Сенчак. Воєнні події чергувалися успіхами то австрійців, то росіян. Відступаючи перед російськими військами, австрійці максимально знищували майно. Згоріла половина села, усі хати, крім церкви, від Святківки до школи. Австрійська жандармерія масово арештовувала за москвофільство місцеву інтелігенцію та простих селян, яких далі вивозили до концтабору в Талергофі. У Святковій Великій були ув'язнені: Андрій Колдра, Гриць Колдра, Михайло Лабик. Згодом усі повернулися до рідного села. Значна частина населення втекла в Росію при відступі російських військ у 1915 р. зі страху відповідальності за колаборацію. Більшість із них повернулися після закінчення в Росії громадянської війни.
Восени 1918 року, після розпаду Австро-Угорщини, на Лемківщині почалась боротьба за самовизначення. Паралельно з Команчанською та Флоринською республіками у Святковій Великій на народному віче було проголошено створення Руської народної ради — об'єднання для кількох навколишніх сіл. Раду, яка проіснувала кілька місяців, очолював священик Петро Каламунецький. Вона проводила дискусію про майбутню долю Лемківщини, пропонуючи приєднання до Чехословаччини або до Росії. Рада була ліквідована наступом польського війська і жандармерії.

### Міжвоєнний період
У 1925 році селяни заклали споживчу кооперативу «Лемко», яка крім торговельного центру стала осередком розвитку культури села. Збудували крамницю, яка у 1928 згоріла з нез'ясованих причин. Незабаром збудували мурований будинок для крамниці. Тоді ж спільними зусиллями побудували українську школу, в якій учителювали Захарій Стачак, Йосиф Звірик. З ініціативи вчителів у школі існував драматичний гурток, який ставив 2-3 п'єси щорічно.
До 1947 р. в селі була греко-католицька парафія Дуклянського деканату, до неї належали Святкова Мала і Свіржова Руська. Метричні книги провадились від 1776 р. Від 1776 року у селі були наступні священики: Трохановський Петро, Мохнацький Олекса, Вапінський Іван, Юрчакевич Осип, Дуркот Олександр (Александер), Барновський Захарій, Жук Михайло, Каламунецький Петро, Білий Степан, Ступак Дмитро, Кабарівський Йосафат.
1926 р. ознаменувався активізацією москвофільських елементів, які закликали перейти на православ'я. Після того як на такий крок зважились мешканці сусідньої Тиляви, у 1927 до Польської православної церкви перейшла майже вся Святкова Велика (поставили капличку над Вислокою — перед поворотом на Незнайову). Ініціатором переходу був місцевий греко-католицький священик Петро Каламунецький. У 1934 р. 10 мешканців села повернулися до греко-католицької церкви.
У 1937 році село нараховувало 615 православних, 26 греко-католиків, 2 родини римо-католиків, 3 євреї. В селі працювали 4 ковалі, 2 кравці та 2 корчмарі. В 1938 р. побудоване шосе з Дошниці до нинішньої автобусної зупинки Перехрестя Розстайне. Давня сільська дорога проходила ближче до річки, часто її перетинала, йшла біля мурованої каплички XIX ст., яка зараз стоїть недалеко за магазином. Тоді ж було проведено землевпорядкування. Після нього село нараховувало 186 будинків.

### Друга світова на нова історія
У 1939 році в селі проживало 830 мешканців (820 українців, 5 поляків і 5 євреїв).
Під час ДСВ село зазнало руйнувань та грабежу як у часі німецької, так і радянської окупації. Під час війни розпочалися мобілізація до Червоної армії і масова агітація за виїзд у СРСР. Мали місце сутички польських жовнірів з відділами УПА. В одній із сутичок загинуло 3 повстанці, 1 польський офіцер і кілька жовнірів.
У 1945 році зі Святкової Великої залізницею вивезено на схід України 838 осіб, з них у Сталінську область — 755 осіб, у Ворошиловградську — 16, у Дніпропетровську — 3, у Харківську — 57 (с.с. Лиман, Геніївка і Шелудьківка). Згодом вони переїхали в основному у Львівську та Івано-Франківську області. Чотири лемківські родини (20 осіб), які залишились у селі, 27 травня 1947 року в результаті операції «Вісла» насильно депортовані на понімецькі західні землі. В селі залишилось 9 поляків і 6 українців. Після виселення лемків у селі поселилися польські родини, мішані, а пізніше кілька лемківських — 1956—1957 роках деяким з лемківських родин дозволили повернутись із заслання в рідне село.
У 1975—1998 роках село належало до Кросненського воєводства.

## Церква
Окрасою села є дерев'яна греко-католицька церква св. Архангела Михаїла, побудована в 1757 році за сприяння Петра Пашкевича. Будівлю ремонтували в 1796, 1826-28 і 1914 роках, а також 1980-х роках перекривали дах і стін. Теперішнє захристя побудоване після 1933 року.
Церква орієнтована, західнолемківського типу: дерев'яна, тридільна, з вежею, увінчана світлицею. До вівтаря з півночі прилягає захристя. Дахи і бані покриті бляхою. Ззовні карнизи церкви розмальовані різними кольорами. Як довели дослідження старого ґонту з даху і стін, вони також були помальовані в яскраві кольори, зокрема, червоний і блакитний. У наві привертають увагу перехресні балки, прикрашені стрічковим орнаментом.
На початку 1950-х років у церкві знаходилось два іконостаси. Один з першої половини XIX ст., стояв перед вівтарем, натомість другий, бароковий з XVII ст., зберігався на горищі. У 1958 році не було вже жодного з них.
Залишився головний вівтар пізнього бароко із XVIII ст. з новим образом Серця Ісусового, а також бічний рококовий вівтар з образом коронації Богоматері і скульптурою Святого Духа у вигляді голуба. Над входом до вівтаря розміщено Страсті (багатошарову ікону Розп'яття) — ймовірно з XVIII ст., а також 12 празників.
Всередині церкви зберігся чудовий поліхромний малюнок, ймовірно, з другої половини XVIII ст. Церква перемальована в 1826 році. Її почали відновлювати в 1991 році.

## Демографія
Демографічна структура станом на 31 березня 2011 року:
|          | Загалом | Допрацездатний вік | Працездатний вік | Постпрацездатний вік |
| -------- | ------- | ------------------ | ---------------- | -------------------- |
| Чоловіки | 124     | 28                 | 89               | 7                    |
| Жінки    | 104     | 20                 | 67               | 17                   |
| Разом    | 228     | 48                 | 156              | 24                   |

### Перелік господарств
- Станом на 1785 рік нараховувалось 90 господарств (згідно з Йосифинською метрикою[9]):

1) Майхрич Филип, 2) Лип'ян Петро, 3) Пейко Тимко, 4) Дзядик Данко, 5) Кілканя Вдова, 6) Лип'ян Данок, 7)Русин Данко, 8) Талпаш Петро, 9) Глуханич Михайло, 10) Грацонь Яцко, 11) Геленчак Павло, 12) Нога Іван і Нога Михайло , 13) Глуханич Гриць, 14) Мойсей Іван, 15) Кохан Іван, 16) Кохан Юрко, 17) Пікош Фецьо, 18) Капітула Данко, 19) Майхрич Тимко, 20) Хомик Данок і Дзяд Андрій, 21) Майхрич Іван, 22) Скиба Мацко, 23) Базарник Гриць і Кобан Тимко, 24) Базарник Косць, 25) Ковалька Дорота, 26) Кохан Андрій, 27) Гутира Лука, 28) Лип Савка, 29) Майхрич Юрко, 30) Майхрич Кіндрат, 31) Майхрич Фецко, 32) Лабик Фецко, 33) Пиртко Василь, 34) Майхрич Іван, 35) Грацонь Іван, 36) Куруц Фецко, 37) Грацонь Василь і Данко, 38) Грацонь Стефан, 39) Грацонь Семен, 40) Ярощак Семен, 41) Грацонь Іван, 42) Русин Іван, 43) Русин Максим, 44) Юрчик Кузьма, 45) Хомик Антін і Хомик Стефан, 46) Хомик Гриць, 47) Хомик Яцко, 48) Галда Фецьо, 49) Галда Демко, 50) Доростович Дмитро, 51) Галда Данко, 52) Мойсей Мацко, 53) Смереканич Іван, 54) Русин Фецко, 55) Гулик Афтан, 56) Гула Іван, 57) Сенкович Михайло, 58) Дрань Панько, 59) Делин Іван, 60) Нестерин Микола, 61) Вархол Тимко, 62) Вархол Хома, 63) Вархол Іван, 64) Принда Гриц, 65) Костик Василь, 66) Грацонь Адам, 67) о. Трохановський Петро, 68) Грацонь Лука, 69) Кілко Гриц, 70) Русин Фецко, 71) Колдра Іван, 72) Дрань Прокіп, 73) Борик Петро, 74) Найдух Іван, 75) Борик Василь, 76) Борик Роман, 77) Грацонь Степан, 78) Янкович Дмитро, 79) Барна іван, 80) Дзядик Іван, 81) Сенчак Яцко, 82) Янкович Матвій, 83) Пікош Кіндрат, 84) Кітик Іван, 85) Хомик Михайло, 86) Дзядик Іван, 87) Баган Іван, 88) Грацонь Микита, 89) Чурило Іван.
- Станом на 1939 рік нараховувало 150 господарств:

1) Майхрич Іван (Ганичняк), 2) Пелеш Теодор, 3) Карпляк Іван, 4) Кілко Антін, 5) Лип'ян Семен, 6) Русин Іван (Кинак), 7) Гойда Василь (Баган), 8) Тавпаш Іван, 9) Грацонь Антін (Легун), 10) Грацонь Михайло (Легунек), 11) Прочко Микола, 12) Янкович Данько, 13) Решетар Марія (Віденська), 14) Голда Михав, 15) Решетар Стефан (Пухир), 16)Хомик Іван (Оліяр), 17) Нагловський Микола, 18) Нестеряк Іван (Дзямба), 19) Баволяк Петро, 20) Нагловський Мілько, 21) Кобан Онуфер, 22) Русин Михав (Качала), 23) Скуба Дмитро (Бігун), 24) Голда Михав, 25) Лабик Олекса, 26) Шевчик Павло, 27) Майхрич Василь, 28) Когут Іван, 29) Хутира Олекса, 30) Хомик Іван (Ботко), 31) Баволяк Розалія, 32) Щерба Василь, 33) Майхрич Семен, 34) Грацонь Андрій (Ходак), 35) Касич Петро, 36) Русиник Іван (Василишин), 37) Федак Іван, 38) Лабик Максим, 39) Голда Іван, 40) Дрань Микола, 41) Голда Ципріян, 42) Хомик Петро, 43) Байса Василь, 44) Шкимба Василь, 45) Хомик Семен, 46) Майхрич Іван, 47) Барна Андрій, 48) Голда Іван (Цюрила), 49) Майхрич Микола, 50) Русин Петро, 51) Янкович Іван, 52) Нагловський Петро, 53) Хомик Стефан, 54) Нестер Микола, 55) Лабик Стефан, 56) Онищак Павло, 57) Лабик Ципріян, 58) Дрань Петро, 59) Вархоляк Ян, 60) Хомик Стефан, 61) Вархоляк Теодор, 62) Хомик Василь, 63) Дрань Микита, 64) Касич Михайло, 65) Грабан Пелагія, 66) Сенчак Іван, 67) Борик Михав, 68) Колдра Антін, 69) Дрань Стефан, 70) Голда Петро, 71) Хомик Петро, 72) Чулик Іван, 73) Слота Іван, 74) Колдра Дмитро, 75) Сенчак Михайло, 76) Куриляк Василь, 77) Касич Василь, 78) Пігош Ілляш, 79) Пігош Іван, 80) Команецький Іван, 81) Янкович Розалія, 82) Феш Василь, 83) Баган Іван, 84) Копча Теодор, 85) Нагловський Стефан, 86) Нагловський Іван, 87) Кавуля Петро, 88) Філюс Перто, 89) Хомик Теодор, 90) Слоньовський Михайло, 91) Колдра Василь, 92) Янкович Теодор; в колонії «Над Вислокою»: 93) Дрань Василь, 94) Пухир Михайло, 95) Дрань Василь, 96) Дрань Петро, 97) Дрань Андрій, 98) Семаненко Теодор, 99) Нагловський Антін (з Полян); присілок Рівні: 100) Хомик Василь, 101) Хомик Петро, 102) Хомик Стефан, 103) Капітула Андрій, 104) Лабик Іван, 105) Баволяк Петро, 106) Хомик Василь, 107) Кушвара Петро, 108) Глуханич Прокіп, 109) Майхрич Семен, 110) Шевчик Іван, 111) Баволяк Семен, 112) Хомик Юстина, 113) Хомик Семен; присілок на Сиглі: 114) Колдра Филип, 115) Пігош Петро, 116) Баган Василь; присілок Ришівка: 117) Колдра Іван, 118) Колдра Андрій, 119) Кілко Василь, 120) Філяк Андрій, 121) Скуба Михав, 122) Грацонь Теодор, 123) Баволяк Михайло 124) Коваль Петро, 125) Кобан Іван, 126) Решетар Іван, 127) Хутира Ципріян, 128) Когут Стефан, 129) Майхрич Дмитро, 130) Щерба Іван, 131) Майхрич Андрій, 132) Дрань Іван, 133) Филяк Йосиф, 134) Тхір Михайло, 135) Филяк Дмитро, 136) Янкович Андрій, 137) Пласконь Стефан, 138) Майхрич Ілько, 139) Вархоляк Микола, 140) Дрань Іван, 141) Хомик Лука, 142) Хутира Панько, 143) Кітик Іван. Крім приватних господарств також були православне та греко-католицьке приходство, стара і нова школи, кооператив.